# Пайпер Холливелл
Па́йпер Хо́лливелл (англ. Piper Halliwell) — персонаж сериала «Зачарованные» и одна из 4 ведущих героинь в сериале. Персонажа телесериала играет актриса Холли Мари Комбс, несколько других актрис играют Пайпер в детстве и старую Пайпер во время путешествий во времени. Первоначально Пайпер средняя из 3 сестёр-Зачарованных, однако в начале 4-го сезона, после смерти своей старшей сестры — Прю и появления ранее неизвестной четвертой сестры Пейдж, Пайпер становится старшей сестрой.

## Жизнь до событий сериала
Пайпер родилась 3 июля 1973 года. Пайпер — средняя дочь Пэтти Холливелл и Виктора Беннета. С рождения Пайпер обладала магической способностью останавливать время, однако бабушка Пенни лишила ее и ее сестер магических сил, чтобы спасти их будущие «я» от колдуна Николаса.
Отец и мать сестёр развелись, когда девочки были ещё маленькими. А спустя несколько лет умерла и мама девочек. И они остались жить со своей бабушкой Пенни Холливелл. Пайпер была любимой внучкой Пенни, она считала ее сердцем семьи Холливелл. Какое-то время Пайпер жила вместе с Прю в маленькой квартирке, но когда заболела Грэмс, они перебрались жить в особняк, где после возвращения Фиби, они вновь обрели свои силы.
Пайпер была миротворцем в семье. Она всегда пыталась сгладить напряженные отношения между Прю и Фиби. Сёстры прислушиваются к её мнению.
До работы в ресторане была сотрудницей банка. Однако Грэмс часто ругала внучку за то, что она не следует своим желаниям и не работает в ресторане.

## Жизнь с магией
Пайпер и её старшая сестра Прю живут в доме их детства. Через шесть месяцев после смерти Грэмс младшая сестра Фиби вернулась домой и обнаружила Книгу Таинств на чердаке. Сёстры сделали открытие, древние пророчества говорили о том, что три сестры-ведьмы станут самыми могущественными ведьмами в мире — Зачарованными. У Пайпер развита способность молекулярных иммобилизаций, способность замедлять молекулы объекта, однако, если она используется на демонов высшего уровня, способность только замедляет молекулы, но не полностью замораживает. Также её сила не действует на добрых ведьм. Сначала Пайпер замораживала лишь на несколько минут — потом предметы или люди опять приходили в движение самопроизвольно; со временем её сила стала больше, теперь она могла заморозить уже целую улицу на неопределённое время, и замороженные вещи не могли сами вернуться в прежнее состояние — нужен был взмах её руки для разморозки. Впервые использовала свои способности в ходе практической работы в ресторане «Quake» — вошёл шеф-повар прежде чем она завершила своё приготовление, и она случайно заморозила его, но воспользовалась моментом и завершила приготовление своего блюда. Далее происходит развитие силы — она становится способна замораживать людей выборочно, по своему желанию; в дальнейшем ей удаётся даже обездвиживать отдельные части тела. Вскоре Пайпер получает новый дар — способность ускорять молекулы, что приводит к взрыву предметов. Спустя несколько лет она научилась контролировать ускорение молекул, что ей позволило не только взрывать, но и нагревать предметы, вплоть до их горения.
Именно Пайпер из всех сестер всегда труднее всего впускала магию в жизнь, считая, что без нее жизнь была бы гораздо проще. Однако когда представлялась возможность вернуться к прежней жизни, она всегда выбирала магию.

## Характер
Пайпер — творческая натура, забавная, не очень смелая, но очень добрая и правильная во всех отношениях, немного застенчива, ранимая, паникерша, покладистая. Со временем становится сильнее, суровее, серьёзнее. Она очень чистоплотна, иногда даже чересчур, что приводит к комичным ситуациям. Пайпер предана своим мужу и сыновьям, любящая жена, мать и сестра, «сердце семьи Холливел». Была безотказной, пока после встречи с демоном гнева, она не научилась отказывать и говорить,что ей не нравится. Боится пауков и мышей, а также наказания за использование магии для личной выгоды. Одним из самых больших страхов, зарождённых ещё в детстве, является страх того, что каждый раз, когда жизнь налаживается, и она, наконец, счастлива, должно случиться что-то плохое.
Также характер Пайпер очень сильно изменился на протяжении сериала: после смерти Прю она заняла место своей умершей старшей сестры. Став старшей сестрой, Пайпер утрачивает некую безалаберность, и в ней появляются такие черты как резкость, мрачная решимость и целеустремленность. Также, после смерти своей старшей сестры, ей стало тяжелее контролировать свой гнев, особенно учитывая то, что по сравнению с другими сёстрами, состояние её эмоций больше всех отображалось на магии ( взрыв ).
Именно Пайпер тяжелее всех переживала смерть Прю. Отчаяние, подавленный гнев, растерянность и непонимание, как жить дальше приводят к тому, что Пайпер никак не может наладить отношения с Пейдж, подвергает себя опасности, сражаясь с демонами, а потом и вовсе становится фурией. Однако, оказавшись на могиле Прю, Пайпер дает выход своим эмоциям: Становится понятно, что Пайпер обвиняет умершую сестру в том, что она их оставила, сильно скучает по ней и не подозревает, как продолжать бороться со злом без Прю. Но со временем, Пайпер принимает то, что Прю больше нет, а Пейдж, хоть и совсем не похожа на старшую сестру - настоящая Зачарованная.

## Личная жизнь
В начале сериала Пайпер была помолвлена с Джереми. Однако сестрам пришлось убить его после того, как выяснилось, что он колдун, пытавшийся получить их силы. В первом сезоне, до знакомства с Лео, Пайпер встречалась с несколькими парнями, однако эти отношения не продлились долго. В конце первого сезона Пайпер узнает, что Лео — их ангел-хранитель, но это не мешает молодым людям продолжить роман.
В начале второго сезона Пайпер и её сёстры знакомятся с их новым соседом Дэном, которым вскоре заинтересовалась Пайпер. В то же время развивались и её непростые отношения с Лео, ведь ведьма и хранитель вместе быть не могут, хотя они и любят друг друга. Пайпер и Дэн стали встречаться, но после того, как Лео лишился «крыльев» и стал работать с Пайпер в её клубе «P3», она выбрала его. Большую роль сыграло и то, что сестры узнали о романе их матери с её хранителем Сэмом, это очень повлияло на Лео и Пайпер.
После того, как к Лео вернулась его сила, Старейшины (стоящие во главе всего магического, а также во главе всех хранителей) решили, что Пайпер и Лео не могут быть вместе. Тогда Лео решается и делает предложение любимой, ведь только священный союз Старейшины не нарушат. Пройдя через разлуку и испытания, Пайпер и Лео все-таки добиваются от Старейшин согласия на их свадьбу, которая состоялась в середине третьего сезона.
В четвертом сезоне Пайпер и Лео пытаются завести ребенка, но у них ничего не получается, и только к концу сезона Холливеллы узнают о том, что Пайпер беременна. У Пайпер и Лео, вопреки традициям семейства Холливелл, родился мальчик (хотя до его рождения магическую силу в роду наследовали только женщины). Мальчика назвали Уайетт Холливелл (полное имя Уайетт Мэттью Холливелл: Уайетт — в честь отца, Мэттью — в честь тётушки Пейдж, спасшей племянника в первые дни его жизни). Еще в утробе этот ребенок демонстрировал фантастические магические способности, делая беременную Пайпер по сути неуязвимой.
После рождения ребенка в пятом сезоне у Пайпер и Лео начинаются первые серьезные супружеские конфликты, но на данном этапе им удается их решить с помощью магии и семейного психотерапевта. Но после того, как Лео спасает Старейшин от Титанов и становится одним из них, он решает оставить семью ради этой высшей цели.
Пайпер вынуждена учиться жить без мужа, однако из-за его частых появлений в её жизни и желания быть рядом с сыном, она не может разлюбить Лео. В течение шестого сезона Пайпер пробует встречаться с парнями, а с одним из них, пожарным Грегом, даже заводит серьезные отношения. Однако попав в Долину Смерти, Пайпер и Лео вновь сближаются, проведя ночь вместе. Через девять месяцев у них рождается второй сын, Крис (полное имя Кристофер Перри Холливелл).
В седьмом сезоне Лео пытается вернуть жену. Ради этого он даже в союзе с Аватарами меняет мир, избавив его от демонов. Пройдя испытание Старейшин, Лео становится человеком и они с Пайпер живут счастливо. В восьмом сезоне к Пайпер приходит Ангел Смерти и говорит, что он должен забрать Лео. В попытке спасти мужа Пайпер заключает сделку с Ангелом Судьбы и тот забирает Лео до Великой Битвы. После окончания Великой Битвы Лео возвращается к Пайпер, у них рождается еще один ребенок — дочь Мелинда. Пайпер и Лео живут счастливо до конца своих дней.
На протяжении событий сериала Пайпер сменила несколько работ. Она была служащей в банке, в первом сезоне работала менеджером ресторана, а во втором открыла свой ночной клуб. В последней серии мы узнаем, что Пайпер открыла свой ресторан, о котором давно мечтала. Пайпер по профессии повар, чем обусловлено и то, что именно на ее ответственности всегда было приготовление магических зелий.

## Смерти
- 1х22 «Дежавю на всю семью» (англ. Deja Vu All Over Again) — убита демоном Родригесом после смещения времени Темпусом.
- 2х12 «Лекарство от лихорадки» (англ. Awakened) — умерла от лихорадки Оройо.
- 3х09 «Одичавшая сестра» (англ. Coyote Piper) — убита Прю, чтобы изгнать из неё творение алхимика.
- 3x22 «Весь ад выходит из-под контроля» (англ. All Hell Breaks Loose) — убита сумасшедшей девушкой (Элис Хикс) выстрелом из винтовки.
- 4x17 «Спасти рядового Лео» (англ. Saving Private Leo) — убита бывшими друзьями-призраками Лео.
- 7х05 «Клиент всегда мёртв» (англ. Styx Feet Under) — убита Ангелом Смерти для помощи.
- 7х07 «Ангел за плечом» (англ. Someone To Witch Over Me) — убита демоном Сарпедоном.
- 7х16 «Возвращение Коула» (англ. The Seven Year Witch) — умерла от терновых колдунов